# Зала (Беневенто)
Зала је насеље у Италији у округу Беневенто, региону Кампанија.
Према процени из 2011. у насељу је живело 105 становника. Насеље се налази на надморској висини од 377 м.